# Saint-Augustin (Basse-Côte-Nord)
Saint-Augustin ist eine Gemeinde in der kanadischen Provinz Québec im Gebiet Basse-Côte-Nord mit 445 Einwohnern (Stand: 2016). Sie teilt sich in Hafen und Ort auf und ist nur per Boot und Flugzeug erreichbar. Der Ort liegt an der von der Fracht- und Passagierfähre Bella Desgagnés bedienten Fährverbindung zwischen Rimouski am Sankt-Lorenz-Strom und Blanc-Sablon im Osten der Provinz Québec. Auf dem gegenüberliegenden Ufer der Mündung des Flusses Rivière Saint-Augustin befindet sich die Innu-Siedlung Pakuashipi.
Der Name leitet sich vom Kirchenlehrer, Philosophen und Bischof Augustinus von Hippo ab.